# 奥村則英
奥村 則英（おくむら のりひで、1865年3月12日（慶応元年2月15日） - 1930年（昭和5年）7月15日） は、元加賀八家奥村分家第16代当主。男爵。
父は加賀藩士奥村英章。養父は奥村則友。先妻は奥村則友の娘峯。後妻は不破為則の娘鈴。子は奥村内膳。初名乙菊。家紋は「丸ノ内九枚笹」。

## 生涯
慶応元年（1865年）、加賀藩士奥村英章の四男として生まれる。明治23年（1890年）、先代奥村則友の娘峯の婿となって家督を相続する。養家は加賀藩家老奥村易英に始まり、代々知行1万2000石を領し、加賀藩人持組頭、年寄を務める家であった。明治33年（1900年）、則友の明治維新への功績により、男爵に叙され華族となる。石川県学術講習評議委員、大澤野開墾配水会社取締役を務めた。
昭和5年（1930年）死去。65歳没。

## 栄典
- 1900年（明治33年）5月9日 - 男爵[2]